# L·罗恩·贺伯特
拉法叶·罗纳德·贺伯特（英語：Lafayette Ronald Hubbard，1911年3月13日—1986年1月24日），通常稱為L·罗恩·贺伯特（L. Ron Hubbard，縮寫為），姓氏在中國大陸也譯為哈伯德，是美国作家，以及偽科學理論戴尼提及新興宗教山達基教的創始者。
賀伯特早年是一位高產的科幻小説和奇幻小説作家，後於1950年發表了他最著名的書《戴尼提：現代心靈健康科學》，提出一種偽科學式的心理治療技術，即戴尼提。在將該理念宗教化轉變為山達基後，賀伯特撰寫了大量闡述該理念的作品。他還寫了許多包含山達基思想的企業管理書籍、散文及诗歌。
賀伯特1911年出生於美國內布拉斯加州的蒂爾登，童年大部分時間都在蒙大拿州的海倫娜度過。1920年代末，他的父親被派往關島的美國海軍基地，賀伯特隨之前往亞洲和南太平洋旅行。1930年，賀伯特進入喬治·華盛頓大學土木工程學系，但在第二年就輟學了。他以低俗小說作家的身份開始了自己的職業生涯，並與第一任妻子瑪格麗特·格魯布結婚，兩人對航空充滿興趣。
賀伯特在二戰期間加入美國海軍，他曾短暫指揮過兩艘艦艇，但兩次均被解職。他服役的最後幾個月實際上是在醫院度過的，接受針對其各種不適抱怨的治療。1950年賀伯特出版了《戴尼提》之後，獲得讀者增長。但因被控無照行醫，戴尼提基金會破產且賀伯特失去著作權。1953年，賀伯特將理念宗教化並建立了第一批山達基教會。1954年，洛杉磯的一座山達基教會成立，後來成為如今的母教會國際山達基教會。賀伯特在山達基教義中逐漸加入了組織管理策略、教學原則、溝通理論和健康生活的策略。隨著山達基在1960年代末和70年代初在許多國家開始受到越來越多的媒體關注和法律壓力，賀伯特大部分時間都在公海上度過，並組建了一支私人準軍事艦隊「海洋機構」，且自任「准將」 。
1975年，賀伯特返回美國，在試圖滲透和控制佛羅里達州克利爾沃特鎮未果後，隱居在加州沙漠中。1978年，法國缺席審判賀伯特犯下詐欺罪。同年，山達基教會的11名高階主管因參與教會的白雪公主行動而被控28項罪名，該計畫是一項針對美國政府的系統性間諜活動。賀伯特的第三任妻子瑪麗·蘇·賀伯特作爲組織二號人物被起訴；但他本人作爲同謀並未被起訴。賀伯特其後在隱居中度過了餘生，由一小群山達基教幹部照顧。
在美國、法國、德國等民主國家，賀伯特的生平事蹟和思想理念一直備受爭議。批評者包括媒體、科學家、以及各國政府。社會學家Stephen A. Kent認為賀伯特「很可能表現出一種惡性自戀的人格障礙」。然而在山達基教會的官方傳記裡，他是“超凡脫俗，喜愛他人，吸引他人，充滿活力、魅力，在20多個領域有巨大的能力”的神話式人物。

## 早年
拉法叶·罗纳德·賀伯特於1911年出生于美国內布拉斯加州蒂尔登，父為海軍軍人哈利·羅斯·賀伯特，母為蕾朵拉·梅·賀伯特。他是獨生子。拉法葉這個名字來自外祖父Lafayette "Lafe" O. Waterbury。
山達基教會的官方傳記描述其為“神童”，他在會走路之前先會騎馬，並在四歲時可以讀寫:300。他因爲外祖父在蒙大拿擁有巨大的牧場，因此可以每天騎馬，馴馬，獵捕野狼，邁出成爲探險家的第一步。然而，同時期的記載證明，外祖父拉法葉實際上是一名獸醫而非牧場主，賀伯特也實際上在海倫娜市中心的聯排別墅長大:48。他的阿姨稱，其母親家族在城郊確實有一頭奶牛和四五匹馬，但是沒有牧場。
賀伯特說他四歲時，成為了美國西部印地安黑腳部族巫師老湯姆的門徒。在1985年，山達基宣稱蒙大拿州黑腳族人紀念賀伯特成為黑腳部族親兄弟七十週年，樹多羽毛在儀式上重新建立賀伯特與黑腳部族的親兄弟關係。黑腳部族歷史學家休登普西曾評論說，該族從來沒有建立親兄弟的關係，黑腳部族的官員都否認有任何試圖重新建立賀伯特與該族的親兄弟關係。部族執行委員會前副總裁約翰黃腎說，一封聲稱重新建立賀伯特為親兄弟的信是不可信的。
1930年華盛頓晚星報導，13歲時的賀伯特是當年最年輕的美國鷹級童軍。但根據美國童軍，他們當時的證件，只是按字母順序排列，沒有記錄他們的年齡，因此沒有辦法分辨誰是最年輕的。

## 軍中生涯
1941年，賀伯特申請加入美國海軍。他的申請被批准，並於1941年7月19日被任命為美國海軍預備役中尉。到11月，他被派往紐約接受情報官員訓練。珍珠港事件爆發的第二天，賀伯特被派往菲律賓，然後離開美國前往澳洲。然而，當賀伯特在澳洲等待前往菲律賓時，美國駐澳洲海軍武官梅爾·史密斯上校指責他使得突圍艦「唐·伊西德羅號」（Don Isidro）「偏離原定路線三千英里」，命令賀伯特返回美國。隨後告知華盛頓賀伯特濫用職權，引發麻煩，與此同時自視甚高，需要密切監督。
1942年6月，賀伯特被任命為波士頓查爾斯頓海軍造船廠（Boston Navy Yard）一艘巡邏艇的指揮官，但船廠指揮官將其解職，並評價賀伯特“性格不適合獨立指揮”。1943年，賀伯特受命指揮一艘獵潛艇，但僅在進行了五個小時的試航後，賀伯特就聲稱他發現了一艘敵方潛艇。賀伯特指揮船員投入戰鬥68個小時。然而戰後的調查得出結論，賀伯特很可能將「已知磁性沉積物」誤認為是敵方潛艇。次月，賀伯特無意中向墨西哥領土開火，隨即被解除了指揮權。1944年，賀伯特在被調動之前曾在美國海軍“大陵五號”（“Algol”号AKA-54 (6)）驅逐艦上服役。出發前一天晚上，賀伯特報告發現有人企圖破壞。
1942年6月，海軍記錄顯示賀伯特患有“活動性結膜炎”，後來又出現“尿道分泌物”。在被解除潛艇指揮權後，賀伯特開始報告生病，列舉了各種疾病，包括潰瘍、瘧疾和背痛。1943年7月，賀伯特被送往聖地牙哥海軍醫院接受觀察——他在那裡待了幾個月。多年後，賀伯特私下寫信給自己說：「你用胃病作為藉口，逃避海軍對你的懲罰。」 1945年4月9日，賀伯特再次報告生病，並重新被送往奧克蘭的橡樹諾爾海軍醫院。1945年12月4日出院。

## 在帕薩迪納參與神秘學

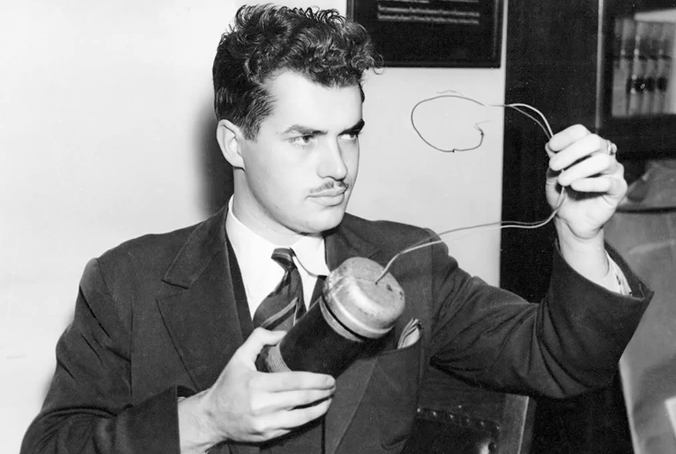
1938年的傑克·帕森斯

賀伯特的生活在戰後立即經歷了動盪。根據自己的說法，他「被家人和朋友遺棄，在我剩餘的日子裡恐怕成為一個絕望的跛子，和可能是在他們之中的負擔。」他的女兒Katherine則提出了一個相當不同的版本：他的妻子拒絕從華盛頓州布雷默頓的家中趕走子女，在加州加入他。他們的婚姻現在處於期末困難中，而他選擇留在加州。
1945年8月，賀伯特搬到傑克·帕森斯的帕薩迪納住宅。帕森斯是加利福尼亞理工學院的火箭推進研究員和噴射推進實驗室（JPL）的創立者之一，他的雙重生活則是一名狂熱的神秘學者和泰勒瑪信徒、英國儀式魔術師阿萊斯特·克勞利的追隨者和克勞利的東方聖殿會（又譯東方神殿教，簡稱O.T.O.）分會的領導人。他只會租房子裡的房間給他具體應該是「無神論者和波希米亞人性格」的租戶。
賀伯特和帕森斯交朋友，不久便與帕森斯的21歲女朋友莎拉·「貝蒂」·諾思魯普發生性行為。儘管這樣，帕森斯對賀伯特印象非常深刻，並向克勞利報導：
[賀伯特]是個紳士；他有紅頭髮，綠色的眼睛，誠實聰明，我們已經成為好朋友了。兩個月前，他搬進來與我一起，雖然貝蒂和我還是友好的，但她已經把她的性愛轉移給羅恩了。雖然他沒有接受正式的魔法訓練，但他在這方面的經驗和理解非常豐富。從他的一些經驗來看，我推斷他與一些好高智慧的生物直接接觸，可能是他的守護天使。他將他的天使描繪成一個有紅髮的美麗翅膀的女子，他稱之為皇后，在他的生活中引導他，並多次拯救了他。他是我所見過最具泰勒瑪的人，完全與我們自己的原則一致。
帕森斯以書面形式提到賀伯特為「Frater H」，成為帕薩迪納O.T.O.的熱情合作者。這兩人在「巴巴倫儀式」上進行合作，這是一個旨在召喚一名至高無上的泰勒瑪女神巴巴倫化身的性愛魔法儀式。在1946年2月和3月進行了幾晚，以召喚一個參與更多性愛魔法的「元素」。像理查·梅茨格所形容：
帕森斯用他的「魔法棒」來捲起一個能量漩渦，所以元素將被召喚。翻譯成簡單的英文，就是帕森斯以心靈提升之名來手淫，而賀伯特（在這個事件的記事簿中稱為「抄寫員」）則為了預兆和顯靈而端詳星際飛機。
這個「元素」以瑪喬麗·卡麥隆的形式在幾天後來到，她同意參與帕森斯的儀式。不久之後，帕森斯、賀伯特和莎拉同意建立一個商業夥伴關係——「聯盟企業」，他們投資了幾乎他們所有的儲蓄，絕大多數是由帕森斯貢獻的。該計劃是為賀伯特和莎拉在邁阿密購買遊艇，並航行到西海岸出售遊艇獲利。賀伯特則有不同的想法，他寫信給美國海軍，要求准許離開國家去「探訪中南美洲和中國」以「收集寫作材料」為目的，換句話說，就是要環遊世界。阿萊斯特·克勞利強烈地批評帕森斯的行為，寫道：「可疑的羅恩玩弄著欺詐詭計 - 傑克·帕森斯這軟弱的傻瓜 - 顯而易見受害者在騙子身上徘徊。」帕森斯試圖透過獲得禁制令來收回他的錢，以防止賀伯特和莎拉離開國家或處置他資產的剩餘。他們試圖航行，但是被暴風雨逼回港口。一周後，聯盟企業解散了。帕森斯只收到賀伯特一張2,900美元的期票，回到家中「心灰意冷」。之後他不得不把他的往宅賣給開發商，以彌補他的損失。

## 家庭生活
根據非官方的傳記，賀伯特並不遵守他自己所建立傳播的道德系统，他最少有七子女，三名妻子，其中二名重婚。
賀伯特的長子是小羅恩·賀伯特（1934-1991），曾經幫助父親建立山達基教帝國，但後來指控父親是騙子。他在1983的訪問中說：「山達基是一個集權力、金錢和情報搜集为一体的遊戲。」
賀伯特的第二任妻子莎拉·諾思魯普·賀伯特在1952年申請離婚，法庭紀錄他們在1946年結婚時，莎拉並不知道賀伯特與第一任妻子凱瑟琳梅賀伯特還未離婚，而且有兩名子女。賀伯特與凱瑟琳在1947年12月才正式離婚。
莎拉指控賀伯特「进行系統性的酷刑、毆打和絞刑的科學實驗。」她還指責羅恩賀伯特綁架亞歷克西斯，他們的女兒。這個報導，於1951年在洛杉磯上了報紙頭條 。
賀伯特在1952年與瑪麗·蘇·賀伯特結婚，有四子女，其中昆廷賀伯特在1975年自殺，年僅18歲。1978年，瑪麗·蘇因為「白雪行動」被判監4年，其他9名山達基主管被判有罪。瑪麗休服刑一年後出獄。根據傳記作家羅素·米勒（Russell Miller），瑪麗·蘇為賀伯特頂罪。她在日後的權力鬥爭敗給大衛·密斯凱維吉，他在1986年賀伯特死後成為新任教會主席。

## 1967年被禁止入境英國事件
1967年，當時的英國工党政府對山達基教採取強硬態度，更禁止外籍山達基教教徒进入英国领土（該措施一直有效至1980年）。為了作出回應，該教創辦人贺伯特指控當時的英國首相哈羅德·威爾遜正密謀與蘇聯、一些精神病學家和金融家聯手，策劃一些國際性陰謀 。該陰謀被贺伯特指控為「田中奏摺」，但當時大多數的英國人不相信該陰謀。事件最後，時任威爾遜內閣的衛生部長肯尼士·羅賓遜（Kenneth Robinson）更成功入稟英國法院，以誹謗罪控告山達基教和L·羅恩·贺伯特。

## 行騙紀錄
英國政府曾下令洛杉磯領事館秘密偵查羅恩賀伯特的資格，最後在1977年4月26日得出答案，暴露了他詐騙情節。衛生署的有關文件原本封鎖至2019年，《英國時報》通過信息自由法案向國家檔案館請求後成功取得文件。 前山達基人 John McMaster，在以下證供署了名：
 羅恩賀伯特宣稱，紅杉大學在53年2月10日授予他哲學博士學位，表彰他在戴尼提和山達基領域中出色的工作，該學位記錄在加利福尼亞州教育部。真相是賀伯特等人在洛杉磯某處收購房地，註冊為紅杉大學後，立即授予自己博士學位。
加州當局於1971年關閉紅杉大學，扣押所有文件。而且該大學從沒有取得設立批准，從沒有被加州政府承認，這個組織沒有固定場所，並不存在，從未授權任何文憑或學位，當局追尋院長以作審問。
美國軍官協會官方雜誌在2010年的專文列舉軍事榮譽的騙子
：
 根據「欺詐獵人」查克和瑪麗·山太的考查，山達基創立者羅恩賀伯特已被列為多枚紫心勳章的騙子。

## 前科
1978年，賀伯特在法國被判欺詐有罪，監禁四年，罰款三萬五千。他沒有出席審訊，從沒去法國服刑，至死都是逃犯。
此外，教會多次有組織性地犯了嚴重罪行，雖然賀伯特沒有被定罪，但他身邊的最高層主管人員也有前科。早在1972年，某山達基教堂收到炸彈威脅信，信紙屬於「山達基醜聞」的作者莫蘭·庫珀，信上有她的指紋，但信紙是被教會所偷。1976年，教會展開「恐慌行動」（Operation Freakout），盡力促使庫珀入獄或精神病院。恐慌行動包括信紙偷竊，書寫炸彈威脅信給政府高官。後來聯邦調查局揭穿「恐慌行動」與「白雪公主行動」（Operation Snow White） 。
1978年，山達基教會的「白雪公主行動」被揭露，這是當時美國有史以來最大的國內間諜事件，罪行包括在聯邦檢察官辦公室和國內稅收服務進行滲透、竊聽、竊取文件。 十一名山達基高層主管被判罪二至六年（包括緩刑），賀伯特時任妻子也在其中，在加拿大被定罪的還未算在內。賀伯特本人被官方稱為「未被起訴的同謀者」，他後來沒有公開露面，避免受到調查。

## 去世
賀伯特最後兩年住在豪華的旅居車，深深躲藏在加利福尼亞州克雷斯顿附近的牧場。
他繼續收到大量的金錢，福布斯雜誌估計，到1982年止，至少二億美元聚集在他的名下。1985年9月，國稅局通知教會，正考慮起訴他稅務欺詐。
他的健康進一步惡化，包括有慢性胰腺炎。1986年1月17日，他遭受了致命的中風，一個星期後死亡。

## 捏造的履歷生平
在他的一生中，賀伯特對自己做出了諸多嚴重誇大或是完全錯誤的陳述。他關係疏遠的長子隆納·德沃爾夫（Ronald DeWolf，俗名“尼布斯”Nibs）報告說，「我父親所寫或所說的有關他自己的內容，百分之九十九都是假的」。一位在帕薩迪納認識賀伯特的熟人回憶說，他認識到賀伯特的史詩般的自傳故事都是根據其他人的作品改編的。1984年10月，一位美國法官發布了一項裁決書，其中寫道賀伯特「證據表明，就他的歷史、背景和成就而言，這個人實際上是一個病態的騙子」:370–71。

## 遺產
他的遺囑提供了一個信託基金，以支持妻子瑪麗·蘇·賀伯特，她生的孩子亞瑟、黛安娜、敘澤特，及他的第一任妻子波利所生的女兒凱瑟琳。他剝奪了另外兩個孩子：長子小羅恩·賀伯特及他與第二任妻子薩拉所生的女兒亞歷克西斯·瓦萊麗的繼承權。小羅恩·賀伯特改名換姓，在1982年起訴教會，爭取控制他父親的遺產，結果失敗。亞歷克西斯·瓦萊麗於1971年曾試圖聯絡她的父親。她被拒絕，且收到暗示她真正的父親是傑克·帕森斯，她的母親在戰爭期間曾是納粹間諜。兩人威脅訴訟，後來接受庭外和解。

### 山達基
賀伯特死後，山達基教會的領袖大衛·密斯凱維吉宣稱，他的遺體已成為他工作的障礙，他已決定「拋棄軀體」繼續他的研究。他的著作版權和大部分財產都遺贈給了山達基教會。據教會稱，賀伯特的全部山達基教和戴尼提文本都刻在新墨西哥州一處山下保險庫的鋼板上，鋼板之上的土地有用推土機推平出一個賀伯特設計的標誌，以便從太空中也能看到。
賀伯特的個人崇拜遍布山達基，尊稱為首字母縮寫LRH，中文稱賀伯特先生。教會每年都會將他的生日作爲宗教節日慶祝，並舉辦LRH生日遊戲。每個山達基中心都專門留有一個供奉的房間並稱爲書房，裏面備有桌椅、筆墨和打字機。他是山達基理論最終的源泉，被稱爲“源頭”（the Source）而且沒有繼任者。山達基也被人稱為“致力於賀伯特形象的運動”。
賀伯特在山達基中擁有非常多的身份，被稱為“多學科大師”，作為攝影師、作曲家、科學家、治療師、探險家、航海家、哲學家、詩人、藝術家、人道主義者、冒險家、士兵、童軍、音樂家和藝術家，都取得了非凡的成就。賀伯特的半身塑像和肖像畫在整個山達基組織中都很常見，會議上也會有人對其肖像鼓掌:29–30。
山達基教的神聖資料與賀伯特有著千絲萬縷的關係。根據山達基教的官方教義，“賀伯特是該教每一部聖書的唯一作者或敘述者；實際上，他被認為是山達基教背後唯一的策劃天才。”山達基人認為賀伯特以口頭或書面形式所說的一切都是「經文」。

## 主要作品
賀伯特是高產的小說家，曾撰寫數百篇短篇小說和數十部長篇小說。至於闡述山達基教教義的著作，根據山達基教會的官方數字，賀伯特撰寫了6500萬字。
《地球戰場》（Battlefield Earth: A Saga of the Year 3000）和《戴尼提：現代心靈健康科學》（Dianetics: The Modern Science of Mental Health）可能是賀伯特最著名的兩本書。前者是他的科幻小說代表作，並以改編電影被評為史上最差的電影之一而聞名。後者則是他身心靈思想的理論基礎，也是山達基教會最積極向公眾推廣的書。

## 腳註
1. ↑  Owen argues that Hubbard likely suffered from venereal disease, writing: "Sulfa drugs were used in treatment but in excess could cause bloody urine, something which Hubbard's shipmate Thomas Moulton saw him passing on at least one occasion. Hubbard himself later complained about the amount of sulfa he had been fed in the Navy. Former Scientology spokesman Robert Vaughn Young claims that Hubbard's private papers refer to him having caught gonorrhoea from a girlfriend named Fern, which forced him to secretly take sulfa."[27]
2. ↑  “他聲稱自己在英國的“皇家博物館”，正沿著這個大廳走下去，三名科學家走出辦公室，發現了他，抓住了他，把他帶到了辦公室，開始測量他的頭骨並說這是一個完美的例子，然後一言不發地將他推出去，「哎呀，這真是一個偉大的故事，只是我想我已經在蕭伯納作品中讀到了這個故事。」有一次他講述了一個在阿留申群島指揮一艘驅逐艦的故事，靠近一些冰[浮冰]，一隻北極熊跳上船追趕周圍的所有人。 這是科里·福特（Corey Ford，美國詼諧小説家）的故事。[54]

## 外部連結
- （英文）L·羅恩·賀伯特官方網站 （页面存档备份，存于）